# 大伴阿被比古
大伴 阿被比古（おおとも の あひひこ）は、飛鳥時代の豪族。名は阿被布古？とも記される。大伴金村子。実在するかは不明。